# Natação nos Jogos Europeus de 2015 - 100 m peito feminino
A competição dos 100 metros peito feminino foi um dos eventos da natação nos Jogos Europeus de 2015, em Baku, no Azerbaijão. Foi disputada no Centro Aquático de Baku nos dias 26 e 27 de junho.

## Calendário
Horário de verão do Azerbaijão (UTC+5).
| Data        | Horário | Fase         |
| ----------- | ------- | ------------ |
| 26 de junho | 10:55   | Eliminatória |
| 26 de junho | 18:21   | Semifinal    |
| 27 de junho | 18:09   | Final        |

## Medalhistas
| Ouro   | RUS Maria Astashkina |
| Prata  | ITA Giulia Verona    |
| Bronze | RUS Daria Chikunova  |

## Recordes
Antes desta competição, os recordes mundiais e dos jogos europeus dessa prova eram os seguintes:
| Tipo                       | Atleta             | Tempo   | Local     | Data                |
| -------------------------- | ------------------ | ------- | --------- | ------------------- |
|                            | LTU Rūta Meilutytė | 1m04s35 | Barcelona | 29 de julho de 2013 |
| Recorde dos Jogos Europeus | Não estabelecido   | –       |           |                     |

Os seguintes recordes mundiais ou dos jogos europeus foram estabelecidos durante esta competição:
| Data        | Evento | Nome             | Nacionalidade | Tempo   | Notas                      |
| ----------- | ------ | ---------------- | ------------- | ------- | -------------------------- |
| 27 de junho | Final  | Maria Astashkina | Rússia        | 1:07.71 | Recorde dos Jogos Europeus |

## Resultados

### Eliminatórias
A eliminatória foi realizada no dia 26 de junho. 
| Pos. | Bateria | Raia | Nadadora            | Nacionalidade     | Tempo   | Notas |
| ---- | ------- | ---- | ------------------- | ----------------- | ------- | ----- |
| 2    | 3       | 4    | Daria Chikunova     | RUS Rússia        | 1:09.60 | Q     |
| 3    | 2       | 4    | Giulia Verona       | ITA Itália        | 1:09.93 | Q     |
| 4    | 2       | 5    | Emma Cain           | GBR Grã-Bretanha  | 1:10.79 | Q     |
| 5    | 4       | 5    | Layla Black         | GBR Grã-Bretanha  | 1:10.92 | Q     |
| 6    | 3       | 5    | Gülşen Samancı      | TUR Turquia       | 1:11.33 | Q     |
| 7    | 2       | 3    | Ariel Braathen      | NOR Noruega       | 1:11.43 | Q     |
| 8    | 2       | 9    | Josefine Pedersen   | DEN Dinamarca     | 1:11.50 | Q     |
| 9    | 3       | 6    | Nolwenn Hervé       | FRA França        | 1:11.59 | Q     |
| 10   | 4       | 7    | Laura Kelsch        | GER Alemanha      | 1:11.63 | Q     |
| 11   | 2       | 2    | Raquel Pereira      | POR Portugal      | 1:11.84 | Q     |
| 12   | 4       | 2    | Paula García        | ESP Espanha       | 1:11.85 | Q     |
| 13   | 3       | 3    | Tara Vovk           | SLO Eslovênia     | 1:11.92 | Q     |
| 14   | 2       | 6    | Lise Michels        | BEL Bélgica       | 1:12.09 | Q     |
| 15   | 2       | 8    | Viktoryia Mikhalap  | BLR Bielorrússia  | 1:12.30 | Q     |
| 16   | 3       | 7    | Tes Schouten        | NED Países Baixos | 1:12.31 | Q     |
| 17   | 4       | 0    | Agnė Šeleikaitė     | LTU Lituânia      | 1:12.54 |       |
| 18   | 4       | 1    | Sini Koivu          | FIN Finlândia     | 1:12.55 |       |
| 19   | 3       | 9    | Zsófia Leitner      | HUN Hungria       | 1:12.86 |       |
| 20   | 2       | 1    | Sara Wallberg       | SWE Suécia        | 1:12.90 |       |
| 21   | 3       | 1    | Phillis Range       | GER Alemanha      | 1:13.07 |       |
| 22   | 4       | 9    | Mona McSharry       | IRL Irlanda       | 1:13.20 |       |
| 23   | 1       | 5    | Annabelle Schwaiger | AUT Áustria       | 1:13.33 |       |
| 24   | 4       | 3    | Alexandra Vinicenco | MDA Moldávia      | 1:13.59 |       |
| 25   | 3       | 8    | Mila Medić          | SRB Sérvia        | 1:13.90 |       |
| 26   | 4       | 8    | Niamh Kilgallen     | IRL Irlanda       | 1:14.03 |       |
| 27   | 4       | 6    | Moona Koski         | FIN Finlândia     | 1:14.21 |       |
| 28   | 3       | 0    | Dana Kolidzeja      | LAT Letônia       | 1:14.43 |       |
| 29   | 2       | 0    | Eleni Kontogeorgou  | GRE Grécia        | 1:14.65 |       |
| 30   | 3       | 2    | Neža Klančar        | SLO Eslovênia     | 1:14.85 |       |
| 31   | 1       | 3    | Rebecca Pető        | SUI Suíça         | 1:14.89 |       |
| 32   | 1       | 4    | Yuliya Gnidenko     | UKR Ucrânia       | 1:15.22 |       |
| 33   | 1       | 6    | Ásbjørg Hjelm       | FRO Ilhas Faroé   | 1:15.34 |       |
| 34   | 1       | 2    | Lara Bábska         | SVK Eslováquia    | 1:15.76 |       |
| 35   | 1       | 7    | Melisa Zhdrella     | KOS Kosovo        | 1:22.10 |       |
| 36   | 2       | 7    | Abbie Wood          | GBR Grã-Bretanha  | DNS     |       |

### Semifinal
A semifinal foi realizada no dia 26 de junho. 

#### Semifinal 1
| Pos. | Raia | Nadadora          | Nacionalidade     | Tempo   | Notas |
| ---- | ---- | ----------------- | ----------------- | ------- | ----- |
| 1    | 4    | Daria Chikunova   | RUS Rússia        | 1:09.65 | Q     |
| 2    | 5    | Emma Cain         | GBR Grã-Bretanha  | 1:10.21 | Q     |
| 3    | 7    | Paula García      | ESP Espanha       | 1:11.58 | q     |
| 4    | 3    | Gülşen Samancı    | TUR Turquia       | 1:11.72 | DES   |
| 4    | 6    | Josefine Pedersen | DEN Dinamarca     | 1:11.72 | DES   |
| 6    | 2    | Laura Kelsch      | GER Alemanha      | 1:11.73 |       |
| 7    | 1    | Lise Michels      | BEL Bélgica       | 1:12.30 |       |
| 8    | 8    | Tes Schouten      | NED Países Baixos | 1:12.78 |       |

#### Semifinal 2
| Pos. | Raia | Nadadora           | Nacionalidade    | Tempo   | Notas |
| ---- | ---- | ------------------ | ---------------- | ------- | ----- |
| 1    | 4    | Maria Astashkina   | RUS Rússia       | 1:07.88 | Q,    |
| 2    | 5    | Giulia Verona      | ITA Itália       | 1:09.44 | Q     |
| 3    | 3    | Layla Black        | GBR Grã-Bretanha | 1:09.84 | q     |
| 4    | 1    | Tara Vovk          | SLO Eslovênia    | 1:11.50 | q     |
| 5    | 2    | Nolwenn Hervé      | FRA França       | 1:11.75 |       |
| 6    | 6    | Ariel Braathen     | NOR Noruega      | 1:11.99 |       |
| 7    | 7    | Raquel Pereira     | POR Portugal     | 1:12.02 |       |
| 8    | 8    | Viktoryia Mikhalap | BLR Bielorrússia | 1:12.19 |       |

### Desempate
Uma prova extra foi disputada dia 26 de junho para  a definição do último finalista.
| Pos. | Raia | Nadadora          | Nacionalidade | Tempo   | Notas |
| ---- | ---- | ----------------- | ------------- | ------- | ----- |
| 1    | 4    | Gülşen Samancı    | TUR Turquia   | 1:10.80 | Q     |
| 2    | 5    | Josefine Pedersen | DEN Dinamarca | 1:11.05 |       |

### Final
A final foi realizada no dia 27 de junho.
| Pos.              | Raia | Nadadora         | Nacionalidade    | Tempo   | Notas                      |
| ----------------- | ---- | ---------------- | ---------------- | ------- | -------------------------- |
| Medalha de ouro   | 4    | Maria Astashkina | RUS Rússia       | 1:07.71 | Recorde dos Jogos Europeus |
| Medalha de prata  | 5    | Giulia Verona    | ITA Itália       | 1:08.61 |                            |
| Medalha de bronze | 3    | Daria Chikunova  | RUS Rússia       | 1:09.02 |                            |
| 4                 | 6    | Layla Black      | GBR Grã-Bretanha | 1:09.26 |                            |
| 5                 | 2    | Emma Cain        | GBR Grã-Bretanha | 1:10.42 |                            |
| 6                 | 1    | Paula García     | ESP Espanha      | 1:11.01 |                            |
| 7                 | 7    | Tara Vovk        | SLO Eslovênia    | 1:11.56 |                            |
| 8                 | 8    | Gülşen Samancı   | TUR Turquia      | 1:12.34 |                            |

Legenda
| Recorde mundial            | Recorde mundial (World record)                     |                       | Recorde africano                      | Recorde africano (African) |                                           | Q | Classificado por posição (Qualified) |
| Recorde dos Jogos Europeus | Recorde dos Jogos Europeus (European Games record) | Recorde da América    | Recorde da América (Americas)         | q                          | Classificado por melhor tempo (Qualified) |   |                                      |
| Melhor marca do ano        | Melhor marca do ano (World leading)                | Recorde asiático      | Recorde asiático (Asian)              | DNS                        | Não largou (Did not start)                |   |                                      |
| Recorde nacional           | Recorde nacional (National record)                 | Recorde europeu       | Recorde europeu (European)            | DNF                        | Não terminou (Did not finish)             |   |                                      |
| Recorde pessoal            | Recorde pessoal do atleta (Personal best)          | Recorde da Oceania    | Recorde da Oceania (Oceania)          | DSQ / DQ                   | Desclassificado (Disqualified)            |   |                                      |
| Recorde da temporada       | Recorde da temporada do atleta (Season best)       | Recorde sul-americano | Recorde sul-americano (South America) | NM                         | Sem marca (No mark)                       |   |                                      |